# Centrum SDEWES
Centrum SDEWES (anglicky SDEWES Centre, The International Centre for Sustainable Development of Energy, Water and Environment Systems – Mezinárodní centrum pro trvale udržitelný rozvoj energie, vody a životního prostředí) je nevládní vědecká organizace založená na Záhřebské univerzitě v Chorvatsku.

## Historie
SDEWES začala jako projekt spolufinancovaný projektem Evropské unie CORDIS (Community Research and Development Information Service, Informační služba pro komunitní výzkum a vývoj) v roce 2002, když byla organizována v Dubrovníku první konference na téma trvale udržitelného rozvoje energie, vody a životního prostředí. Partnery tohoto projektu byly Záhřebská univerzita a Instituto Superior Técnico (Vyšší technický ústav, součást Univerzity v Lisabonu). Po organizaci tří dalších konferencí v letech 2003, 2005 a 2007 bylo založeno v roce 2009 SDEWES Centrum. Od té doby bylo organizováno více než 7 konferencí v letech 2009, 2011, 2012, 2013, 2014, a 2015.

## Členství
Podle statutu Centra SDEWES může o členství požádat každá osoba.

## Konference
Do roku 2011 byly SDEWES konference organizovány ve dvouletých intervalech v chorvatském Dubrovníku. Od roku 2012 se konference koná každý rok, jednou za dva roky je v Dubrovníku a mezitím v jiných lokalitách.
Příspěvky prezentované na konferencích jsou publikovány ve vědeckých časopisech a v časopisu vydávaném Centrem SDEWES.

## Časopis
SDEWES Centrum publikuje výzkumy v open access časopise Journal of Sustainable Development of Energy, Water and Environment Systems od roku 2013.

## Výzkum
SDEWES Centrum vytváří pro jednotlivé projekty ze svých členů výzkumné týmy. V roce 2015 se SDEWES Centrum podílelo na řešení dvou projektů FP7, jednoho projektu HORIZON 2020 a jednoho projektu Evropské integrace (European Strategy for Danube Region, EUSDR).